# Кисловичи
Кисловичи — деревня в Монастырщинском районе Смоленской области России. Входит в состав Добросельского сельского поселения. Население — 23 жителя (2007 год). 
Расположена в западной части области в 20 км к юго-западу от Монастырщины, в 66 км западнее автодороги А141 Орёл — Витебск, на берегу реки Вихра. В 64 км восточнее деревни расположена железнодорожная станция Васьково на линии Смоленск — Рославль. 

## История
В 1766 году упоминается как деревня, центр фольварка во Мстиславском воеводстве. В годы Великой Отечественной войны деревня была оккупирована гитлеровскими войсками в июле 1941 года, освобождена в сентябре 1943 года.